# 玉井夢
玉井 夢（たまい ゆめ、1995年2月10日 - ）は、日本の女優。なないろ所属。CM、舞台、TVで活動している。

## 来歴
千葉県千葉市出身。
小学二年生の頃、千葉市のミュージカル劇団に所属し、歌・ダンス・演技などを学び、劇団主催のミュージカルで初舞台を踏む。
2005年、ミュージカル葉っぱのフレディに主人公フレディの親友ダニエル役で出演し、それ以降ミュージカルからストレートまで、30本以上の舞台に出演。
2010年、日本芸術高等学園に入学。
2019年よりなないろに所属し、CM、舞台、TVで活動している。

## 人物
小さい頃から身体を動かすことが好きで、小学三年生から始めたダンスは今も続けている。
動物は、主に猫が好きで、自身のSNSでは、頻繁に飼い猫の写真があげられている。
苗字の「玉井」から、「たまちゃん」と呼ばれることが多いが、本当は猫が好きなので、たまちゃんではなく"たま"と呼ばれたいと思っている。

### 趣味、嗜好
趣味は、筋トレ・ジョギング・刺繍・絵を描くこと・猫と話すこと

## 出演作品

### 舞台
- 「葉っぱのフレディ 〜いのちの旅〜」（2005年8月2日〜9月23日、ゆうぽうと簡易保険ホール 他)-ダニエル役
- アルゴミュージカル 「新・かぐやの浦島モモタロウ」（2006年7月30日〜9月2日、シアター1010 他）
- アルゴミュージカル「花の海 花いろの風」（2008年7月27日〜8月28日、中野サンプラザ 他）
- 「カラフルメリィでオハヨ」（2012年1月7日〜9日、萬劇場）
- ダンスミュージカル 「千の風になって」（2012年8月25,26日、六行会ホール）-主演
- ARTS PROJECT MEVIUS! DANCE MUSICAL「ENISHI～遥かな旅〜」（2014年4月5,6日、日本芸術専門学校ホール）
- ポールシフト「大洗にも星はふるなり」（2014年9月2日〜7日、遊空間がざびぃ）
- 「GOLDRUSH THE MUSICAL」（2015年12月11,12日、(はまぎんホールヴィアマーレ）
- 劇団空感演人「想い出パレット」（2016年7月6日〜11日、両国air studio）
- ミュージカルアカデミー「レ・ミゼラブル」（2018年9月5.6日、シアター1010）-コゼット役
- 劇団亜劇第六回公演「落花する青」（2019年11月28日〜12月8日、(中野スタジオあくとれ）-主演

### テレビ番組
- ザ!世界仰天ニュース（2018年、日本テレビ）
- 行列のできる法律相談所（2018年、日本テレビ）
- Mr.サンデー‐新型コロナウイルス ダイヤモンドプリンセス号再現（2018年、フジテレビ）‐主演
- 爆報! THE フライデー（2018年、TBS‐事故物件 メイン夫婦 妻役
- 最恐映像ノンストップ（2018年、EX）‐学校の怪談　主演
- どうぶつピース（2018年、EX）
- 引き抜き屋‐ヘッドハンターの流儀‐（2018年、WOWOW）

### テレビドラマ
- ウルトラマンタイガ（2020年10月24日、EX）
- コーヒー＆バニラ（2020年10月24日、毎日放送）
- 東放学園「パンデミック」-ヒロイン川島明日香役

### 映画
- from Family 短編映画「SEX裁判」（2020年）‐矢野満知子 役
- 「生きる街」（2018年）
- 「ロマンチック・ハイボール」（2016年）

### CM
- Link Room三軒茶屋店‐入居者役
- ダスキン諏訪 YouTube CM‐ダスキン社員 清田希世子 役
- マルマン株式会社「驚くほどの美味しさ マルマンのかき酢」YouTube CM‐丸山満江 役
- クラウドワークス「急すぎるお仕事」編
- ヨドバシカメラ
- ユーキャン「近所の青年」編
- oVice「社員編」
- Nintendo Switch　いっしょにあそぼ～♪コウペンちゃん　CM第1弾「いっしょに暮らす。いっしょと感じる。篇」

### 広告
- 「マクドナルド」クルー募集広告 メインマクドナルドクルー役
- 「栃木県建設業協会」PR動画 メイン小人役
- 「ファイザー」インナー映像 メインMR役
- マイナビ「ムビケーション新入社員研修」笹原ななえ役
- 「ジャグラBB教育シリーズ」 印刷業界向けVP メイン
- 「リクナビ」
- 「NTTラーニングシステムズ」ハラスメント研修VR
- 「ASUS」

### Web
- YouTubeチャンネル「ちゃまくん家」
- YouTubeチャンネル「はじめてのプログラミングチャンネルbyポテパン」

### Webドラマ
- R-Startup Studioオリジナルドラマ「港区物語」-W主演 桜井ユキノ役
- パーソルエクセルHRパートナーズのCM「【エンジニア】こんな働き方って、最高でしょ！！（プロジェクト選択型）」-主演